# Anna Czachorowska
Anna Czachorowska (ur. w 1953 r. w Warszawie) – polska poetka, animator kultury.
Dzieciństwo i młodość spędziła w Nasielsku, gdzie ukończyła Liceum Ogólnokształcące. Jest absolwentką Pomaturalnego Studium Ekonomicznego i Wydziału Historycznego UW. Od 1974 r. mieszka w Legionowie. Jest dyrektorem Gminnej Biblioteki Publicznej w Jabłonnie. Publikowała w „Radarze”, nowym „Medyku” i „Integracjach”. Autorka piosenek prezentowanych na antenie Polskiego Radia i TVP. Laureatka konkursu na tekst piosenki dla Maryli Rodowicz.

Wydała następujące tomiki poezji:
- Byłam różą Twojej zimy, Warszawa 1993
- Dotykanie szczęścia, Legionowo 1995
- Ta miłość do drzwi zapukała, Warszawa 2001
- Zanim słońce zejdzie zboczem. Wiersze wybrane 1970-2003, Warszawa 2004
oraz dwa tomiki poezji ks. Jana Twardowskiego w swoim wyborze i opracowaniu:
- „Poeta Wiary, Nadziei i Miłości”. Rozmowy Anny Czachorowskiej z Poetą, Warszawa 2002
- 33 wiersze, Warszawa-Jabłonna 2006.

Jest również autorką wystawy fotograficznej o ks. Twardowskim. Należy do Związku Literatów Polskich.